# Batrachomorpha
De Batrachomorpha zijn een klade welke de moderne amfibieën omvat, de Lissamphibia, en alle soorten die nauwer verwant zijn aan de Lissamphibia dan aan zoogdieren en reptielen. De groep omvat volgens de meeste studies de uitgestorven groep Temnospondyli maar soms tonen analyses juist de Lepospondyli als basale batrachomorfen.
De eerste tetrapoden waren allemaal amfibieën in de fysiologische zin dat ze hun eieren in water legden. Vroeger werden alle basale soorten op een hoop gegooid in de Labyrinthodontia of Stegocephalia. In de moderne fylogenie wordt een onderscheid gemaakt tussen de tak die naar de moderne amfibieën loopt, de tak die naar de amnioten (reptielen en zoogdieren) loopt en de zeer basale soorten die nog voor hun splitsing staan. De tak naar de Lissamphibia wordt de Batrachomorpha genoemd, terwijl de Reptiliomorpha de andere tak zijn. Hoewel de feitelijke fylogenie van de moderne amfibieën nog slecht wordt begrepen, stammen hun voorouders per definitie af van één lijn van batrachomorfen. Alle andere levende tetrapoden (reptielen — waaronder de vogels — en zoogdieren) stammen af van één tak van reptiliomorfen, de Amniota. Amnioten bereikten dominantie, terwijl alle andere reptiliomorfen en de meeste batrachomorfen zijn uitgestorven.

## Classificatie

### Etymologie
De naam Batrachomorpha werd in 1934 bedacht door de Zweedse paleontoloog Gunnar Säve-Söderbergh om te verwijzen naar Ichthyostegidae, Temnospondyli, anthracosauriërs en de Anura. Säve-Söderbergh was van mening dat salamanders en wormsalamanders niet verwant zijn aan de andere tetrapoden, maar zich onafhankelijk hadden ontwikkeld van een andere groep kwastvinnige vissen, de Porolepiformes. In deze visie zouden amfibieën een bifyletische groep zijn, en Batrachomorpha werd opgericht om een natuurlijke groep te vormen die bestaat uit de 'echte amfibieën' (d.w.z. kikkers in de visie van Säve-Söderbergh) en hun fossiele verwanten. De salamanders en de Lepospondyli werden verwezen naar Urodelomorpha.
Friedrich von Huene nam het aan als een superorde van zijn subklasse Eutetrapoda (de lagere tetrapoden exclusief de urodeles) en omvatte de orden Stegocephalia (hier inclusief een aantal labyrinthodonten) en Anura. Erik Jarvik, die het werk van Säve-Söderbergh overnam en zijn visie op de oorsprong van salamanders deelde, gebruikte de term informeler, maar in bredere zin, om ook de voorouderlijke osteolepiforme vissen te omvatten.
Hoewel het nooit een meerderheidsstandpunt was, bleef het idee dat tetrapoden tweemaal geëvolueerd waren, samen met het gebruik van de term Batrachomorpha, hangen totdat genetische analyse de monofylie van levende amfibieën in de jaren 1990 begon te bevestigen. Jarviks classificatie wordt niet langer gevolgd, alle levende amfibieën en die fossiele verwanten welke afstammen van hun laatste gemeenschappelijke voorouder worden nu samen geclassificeerd in de groep Lissamphibia.

### Fylogenetica
Hoewel het onderzoek de monofylie bevestigde van de huidige soorten die traditioneel als 'amfibieën' werden geclassificeerd, bleef verwarring bestaan omdat ook amfibisch levende soorten die nauwer verwant zijn aan de Amniota vaak amfibieën werden genoemd. Hetzelfde gebeurde met amfibisch levende basale Tetrapoda. Om die verwarring te voorkomen nam Michael Benton de term Batrachomorpha aan om alle levende amfibieën en uitgestorven verwanten te omvatten die nauwer verwant zijn aan de huidige amfibieën dan aan de Amniota. In zijn schema zijn de Batrachomorpha een superorde van amfibische tetrapoden met de volgende subgroepen:
- Superorder Batrachomorpha
  - †Orde Edopoidea
  - †Familie Dendrerpetontidae
  - Orde niet genoemd
    - †Suborde Dvinosauria
    - †Familie Branchiosauridae
    - †Familie Dissorophidae
    - Infraklasse Lissamphibia
      - †Familie Albanerpetontidae
      - Orde Gymnophiona (bestaand)
      - Orde Urodela (bestaand)
      - Orde Anura (bestaand)

  - †Orde niet genoemd
    - †Familie †Eryopidae
    - †Familie Actinodontidae
    - †Familie Archegosauridae
    - †Familie Rhinesuchidae
    - †Suborde Capitosauria
    - †Suborde Trematosauria
      - †Familie Trematosauridae
      - †Familie Metoposauridae
      - †Familie Plagiosauridae
      - †Familie Rhytidosteidae
      - †Familie Brachyopidae
      - †Familie Chigutisauridae

De andere groepen tetrapoden die als nauwer verwant aan amnioten worden beschouwd, worden in de superorde Reptiliomorpha geplaatst. Batrachomorpha en Reptiliomorpha kunnen ook als rangloze kladen worden behandeld.
De fylogenetische relaties van Paleozoïsche tetrapoden zijn nog niet met zekerheid uitgewerkt, en de bruikbaarheid van Batrachomorpha als een clade hangt af van waar andere amfibieën en vroege Amniota op de evolutionaire boom passen. De werkelijke inhoud van Batrachomorpha zoals cladistisch gedefinieerd is daarom onzeker, en in sommige fylogenieën is de clade overbodig (bijv. Laurin 1996).

## Anatomie
Batrachomorfen onderscheiden zich door een aantal kenmerken in het skelet, waaronder een platte of ondiepe schedel, een gefuseerd schedeldak zonder craniale kinesis, exoccipitaal-postpariëtaal contact op het achterhoofd en vier of minder vingers aan de hand.
Benton contrasteert batrachomorfen met reptiliomorfen; beide zijn op stam gebaseerde claden; de eerste vormt de evolutionaire radiatie van de 'amfibieën', de laatste de hedendaagse en vroege Amniota en hun vroege verwanten.
In de appendix bij Vertebrate Paleontology, die cladistische namen en Linnaeaanse-rangen combineert, heeft Benton Batrachomorpha de rang van subklasse gegeven in zijn editie van 2001, klasse in de editie van 2004 en superorde in de editie van 2014.